# کاستروچیلو
کاستروچیلو (به ایتالیایی: Castrocielo) یک کومونه در ایتالیا است که در استان فروزینونه واقع شده‌است.

## خصوصیات
کاستروچیلو ۲۷٫۹ کیلومترمربع مساحت و ۴٬۰۱۴ نفر جمعیت دارد و ۲۵۰ متر بالاتر از سطح دریا واقع شده‌است.